# Matt Martin (Eishockeyspieler, 1989)
Matthew „Matt“ Martin (* 8. Mai 1989 in Windsor, Ontario) ist ein ehemaliger kanadischer Eishockeyspieler. Der linke Flügelstürmer bestritt zwischen 2010 und 2025 über 900 Partien in der National Hockey League (NHL), wobei er überwiegend für die New York Islanders sowie zwei Jahre für die Toronto Maple Leafs aktiv war.

## Karriere
Matt Martin begann seine Karriere als Eishockeyspieler bei den Sarnia Sting, für die er von 2006 bis 2009 in der kanadischen Juniorenliga Ontario Hockey League aktiv war. In diesem Zeitraum wurde er im NHL Entry Draft 2008 in der fünften Runde als insgesamt 148. Spieler von den New York Islanders ausgewählt, für die der Flügelspieler in der Saison 2009/10 sein Debüt in der National Hockey League gab. Dabei gab er in fünf Spielen zwei Torvorlagen. Die gesamte restliche Spielzeit verbrachte er jedoch beim Farmteam der Islanders, den Bridgeport Sound Tigers, in der American Hockey League. In der Saison 2010/11 spielt der Kanadier erneut parallel für die Islanders in der NHL und die Bridgeport Sound Tigers in der AHL.
In der Saison 2011/12 gelang Martin endgültig der Sprung in den NHL-Kader der Islanders, sodass er in 80 Spielen auf dem Eis stand. In dieser Saison stellte er zudem einen neuen NHL-Rekord auf. Mit 374 Hits hält er seitdem den seit 2005 erhobenen NHL-Rekord für die meisten Bodychecks in einer Saison.
Nach sieben Jahren in New York wurde sein auslaufender Vertrag nach der Saison 2015/16 nicht verlängert, sodass sich Martin im Juli 2016 als Free Agent den Toronto Maple Leafs anschloss. Dort war er zwei Jahre aktiv, bevor ihn die Maple Leafs im Juli 2018 im Tausch für Eamon McAdam zurück zu den New York Islanders transferierten. Dort war er in weiterer Folge bis zum Ende der Saison 2024/25 aktiv, ehe er seine aktive Karriere beendete und mit sofortiger Wirkung ins Management der Islanders wechselte. Insgesamt hatte der Kanadier 987 NHL-Partien bestritten, bei 178 Scorerpunkten und 1168 Strafminuten.

## Karrierestatistik
(Legende zur Spielerstatistik: Sp oder GP = absolvierte Spiele; T oder G = erzielte Tore; V oder A = erzielte Assists; Pkt oder Pts = erzielte Scorerpunkte; SM oder PIM = erhaltene Strafminuten; +/− = Plus/Minus-Bilanz; PP = erzielte Überzahltore; SH = erzielte Unterzahltore; GW = erzielte Siegtore; 1 Play-downs/Relegation; Kursiv: Statistik nicht vollständig)